# Loxosomella stomatophora
Loxosomella stomatophora är en bägardjursart som beskrevs av Iseto 2003. Loxosomella stomatophora ingår i släktet Loxosomella och familjen Loxosomatidae. Inga underarter finns listade i Catalogue of Life.